# Luis Sierra
José Luis Sierra Mediavilla (Alba de los Cardaños, Palencia, España, 7 de diciembre de 1965), conocido como Luis Sierra, es un exfutbolista y entrenador de fútbol español. Actualmente se encuentra sin equipo tras dirigir al C. D. Aguilar de la Tercera División de España.

## Trayectoria
Comenzó militando en las filas del C. D. Cristo Olímpico, filial del Palencia C. F. En la temporada 1987-88 fichó por el Real Sporting de Gijón. Debutó ese mismo año en un encuentro contra el Real Madrid C. F. que finalizó 1-1 y jugó un total de quince partidos en Primera División. Defendió la camiseta asturiana durante siete años y llegó a disputar una edición de la Copa de la UEFA.
En 1994 recaló en las filas del C. P. Mérida, de la Segunda División, con el que ascendió a la máxima categoría en la temporada 1994-95. Con el Mérida vivió dos ascensos y tres descensos en las seis campañas que defendió sus colores. En 2001 volvió a su tierra a jugar con el Palencia, donde se mantuvo durante tres temporadas y se retiró cerca de los treinta y nueve años, en 2004, con una dilatada trayectoria a sus espaldas y 221 partidos disputados en Primera División.
Después de colgar las botas, siguió vinculado al fútbol como entrenador de la selección de Castilla y León y del C. D. Aguilar, del grupo VIII de la Tercera División, en dos ocasiones, haciendo historia con este último ya que nunca había permanecido dos temporadas consecutivas en la categoría. Durante cinco años colaboró como comentarista en los partidos del Palencia en la Cadena COPE palentina.

## Clubes
| Club                       | País   | Año       |
| -------------------------- | ------ | --------- |
| Sporting de Gijón Atlético | España | 1987-1988 |
| Real Sporting de Gijón     | España | 1988-1994 |
| C. P. Mérida               | España | 1994-2000 |
| Mérida U. D.               | España | 2000-2001 |
| C. F. Palencia             | España | 2001-2004 |